# Перепелова, Любовь Геннадьевна
Любовь Геннадьевна Перепелова (род. 26 февраля 1979 года) - легкоатлетка Узбекистана. Заслуженная спортсменка Республики Узбекистан (2001). Старший тренер отделения лёгкой атлетики Спортивной школы высшего мастерства Центрального спортивного клуба Министерства обороны Республики Узбекистан (СШВМ МХСК).

## Карьера
Участвовала в Олимпиадах 2000 и 2004 годов. Трёхкратная чемпионка Азии.
В период с 4 июля 2005 года по 3 июля 2007 года была дисквалифицирована за применение допинга (гидрохлорометилотестерон).
Обладательница действующих рекордов Узбекистана на дистанции 100 метров на открытом воздухе, а также на такой же дистанции в помещении.

## Результаты
Легкой атлетикой начала заниматься в 1990 году

### 1996 год
Чемпионат  Азии среди юниоров (Индия): 100м-12.61 (12 место), 200м-25,59 (7 место)

### 1997 год
Чемпионат Азии среди юниоров (Таиланд): 100м-12.09 (7 место), 200м-24,20 (4 место)

### 1998 год
Чемпионат Мира среди юниоров (Франция): 100м-12.00 (16 место), 200м-24,36 (24 место)
13 Азиатские Игры (Таиланд): 200м-23,57 (5 место), Эстафета 4х100м-44,38 (2 место)

### 1999 год
Зимний Чемпионат Мира (Япония): 60м.-7,51(26 место)
Чемпионат мира (Испания): 100м-11,78; 200м-23,74

### 2000 год
Чемпионат Азии (Индонезия): 100м-11,31 (1 место), 200м-23,30 (2 место)
XXVII Олимпийские игры (Австралия, Сидней): 100м-11,48 (27 место), 200м-23,83; эстафета 4×100м-45,14 (22 место). Установила Рекорд Узбекистана в беге на 100м.-11,04
Присвоено звание Заслуженный Мастер Спорта Узбекистана.

### 2001 год
Зимний Чемпионат Мира (Португалия): 60м-7,40 (22 место)
Чемпионат Мира (Канада): 100м-11,65; 200м-24,03; эстафета 4х100м- 45,99

### 2002 год
Чемпионат Азии (Шри-Ланка): 100м-11,60 (3 место), 200м-23,76 (2 место), 4х100м-44,85(2 место).
14 Азиатские Игры (Корея): 100м-11,38 (2 место), 200м-23,52 (4 место), 4х100м-44,32 (3 место).

### 2003 год
Зимний Чемпионат Мира (Англия): 60 м-7.66
Чемпионат Мира (Франция): 100м-11,30 (13 место)
Чемпионат Азии (Филиппины): 100м-11,24 (1 место), 200м-23,54 (1 место).

### 2004 год
XXXVIII Олимпийские Игры (Греция, Афины): 100м-11,26 (13 место)